# Da!
Da! (in russo Да!?; ital. SÌ!) è il dodicesimo album in studio della cantante russa Alla Pugačëva, pubblicato nel 1998 dalla Extraphone.

## Tracce
1. Mal pomalu (A poco a poco) – 2:58 (Aleksandr Ružickij)
2. Avstraliec (Australiano) – 4:51
3. V vodu vojdu (Entrerò in acqua) – 3:33 (Anatolij Kulikov)
4. Ty moj son (Tu sei il mio sogno) – 3:23 (testo: Aleksandr Luk'janov, Alla Pugačëva – musica: Aleksandr Luk'janov)
5. A ty ne znal (E tu non lo sapevi) – 4:11 (testo: Il'ja Reznik – musica: Aleksandr Vengerov)
6. Sčast'e (Felicità) – 5:05 (testo: Arkadij Slavorosov – musica: Oleg Molčanov)
7. Ne uletaj (Non volare via) – 4:00 (testo: Karèn Kavaler'jan – musica: Andrej Misin)
8. Uspokoj (Calmami) – 4:18 (testo: Boris Vachnjuk – musica: Alla Pugačëva)
9. Pozovi menja s soboj (Invitami con te) – 4:19 (Tat'jana Snežina)
10. V Peterburge groza (C'è un temporale a San Pietroburgo) – 4:23 (Aleksandr Luk'janov)
11. Kak-nibud' (In qualche modo) – 4:44 (Aleksandr Rozenbaum)
12. Pesnja o Moskve (Canzone su Mosca) – 5:09 (testo: Karèn Kavaler'jan – musica: Andrej Misin)
13. My v ètoj žizni (Siamo in questa vita) – 4:46 (Tat'jana Snežina)
14. Primadonna (Diva Prima Donna) – 3:06 (testo: Alla Pugačëva; testo francese: Michel Rivgauche – musica: Alla Pugačëva)